# Comportamento simbólico
Comportamento simbólico é “a capacidade de uma pessoa de responder ou usar um sistema de símbolos significativos”. A perspectiva do comportamento simbólico argumenta que a realidade de uma organização é construída socialmente através da comunicação. Mensagens simbólicas são usadas pelos indivíduos para entender seu ambiente e criar uma realidade social. Quando confrontados com a incerteza, os indivíduos organizam-se continuamente dentro da sua realidade baseada no grupo.

## História
Fragmentos ósseos encontrados no norte da China contêm linhas gravadas entre 125.000 e 105.000 anos atrás, alguns marcados com pigmento vermelho, tornando-os os exemplos mais antigos de comportamento simbólico no leste da Ásia.